# 西岡崎駅

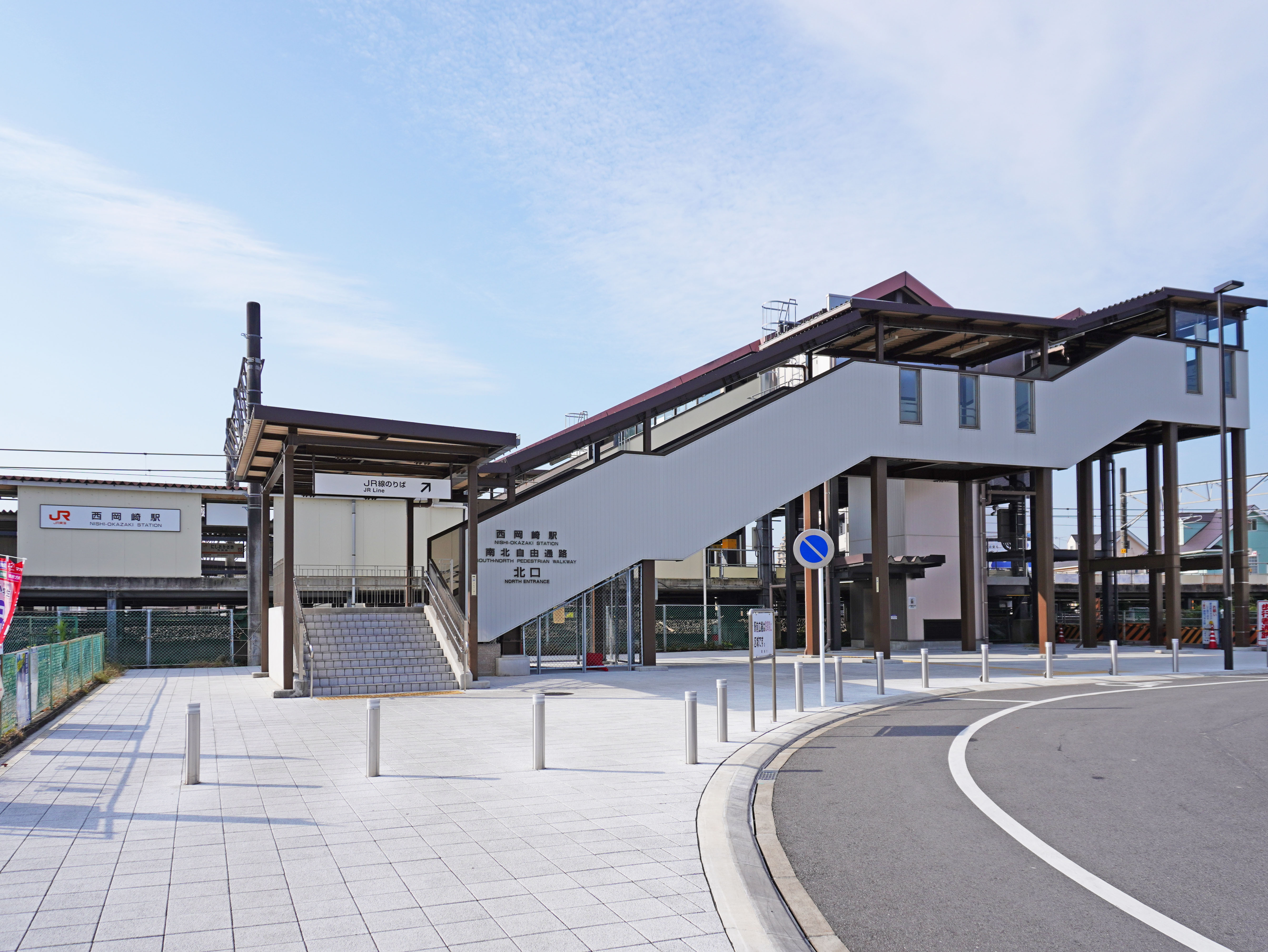
北口（2022年11月）

西岡崎駅（にしおかざきえき）は、愛知県岡崎市昭和町字北浦にある、東海旅客鉄道（JR東海）東海道本線の駅である。駅番号はCA53。
運行形態の詳細は「東海道線 (名古屋地区)」を参照。

## 歴史
安城・岡崎駅間の新駅誘致運動は1951年（昭和26年）頃より行われていた（当時は矢作町）。1956年（昭和31年）には同じく駅誘致を目論む刈谷市（後の東刈谷駅）・幸田町（同三ケ根駅）の誘致運動と連携し、「国鉄三駅設置期成同盟」が結成されたこともあった。
駅設置が具体化したのは昭和60年代になってからで、岡崎市の請願駅として建設されることになった。駅前広場整備を含む総事業費は9億6000万円で、地元民と岡崎市が負担した。
- 1988年（昭和63年）3月13日：東海旅客鉄道（JR東海）により、東海道本線の岡崎 - 安城間に新設開業[2]。
- 2006年（平成18年）11月25日：ICカード「TOICA」の利用が可能となる。
- 2018年（平成30年）3月：駅ナンバリングが導入され、使用を開始する。当駅には「CA53」が与えられた[7]。
- 2020年（令和2年）
  - 3月20日：エレベーターが供用開始[8]。
  - 11月30日：JR全線きっぷうりばの営業を終了[9]。
  - 12月1日：集中旅客サービスシステム（現・お客様サポートサービス）の使用開始に伴い終日無人化[9][3]。

## 駅構造
相対式ホーム2面2線を持つ地上駅で、橋上駅舎を備える。2020年3月20日にエレベーターが設置された。
お客様サポートサービス導入済みの、岡崎駅が管理する無人駅である。駅舎内には自動券売機と自動改札機（TOICA対応）が設置されている。

### のりば
| 番線 | 路線          | 方向 | 行先             |
| ---- | ------------- | ---- | ---------------- |
| 1    | CA 東海道本線 | 下り | 名古屋・大垣方面 |
| 2    | CA 東海道本線 | 上り | 岡崎・豊橋方面   |

（出典：JR東海:駅構内図）

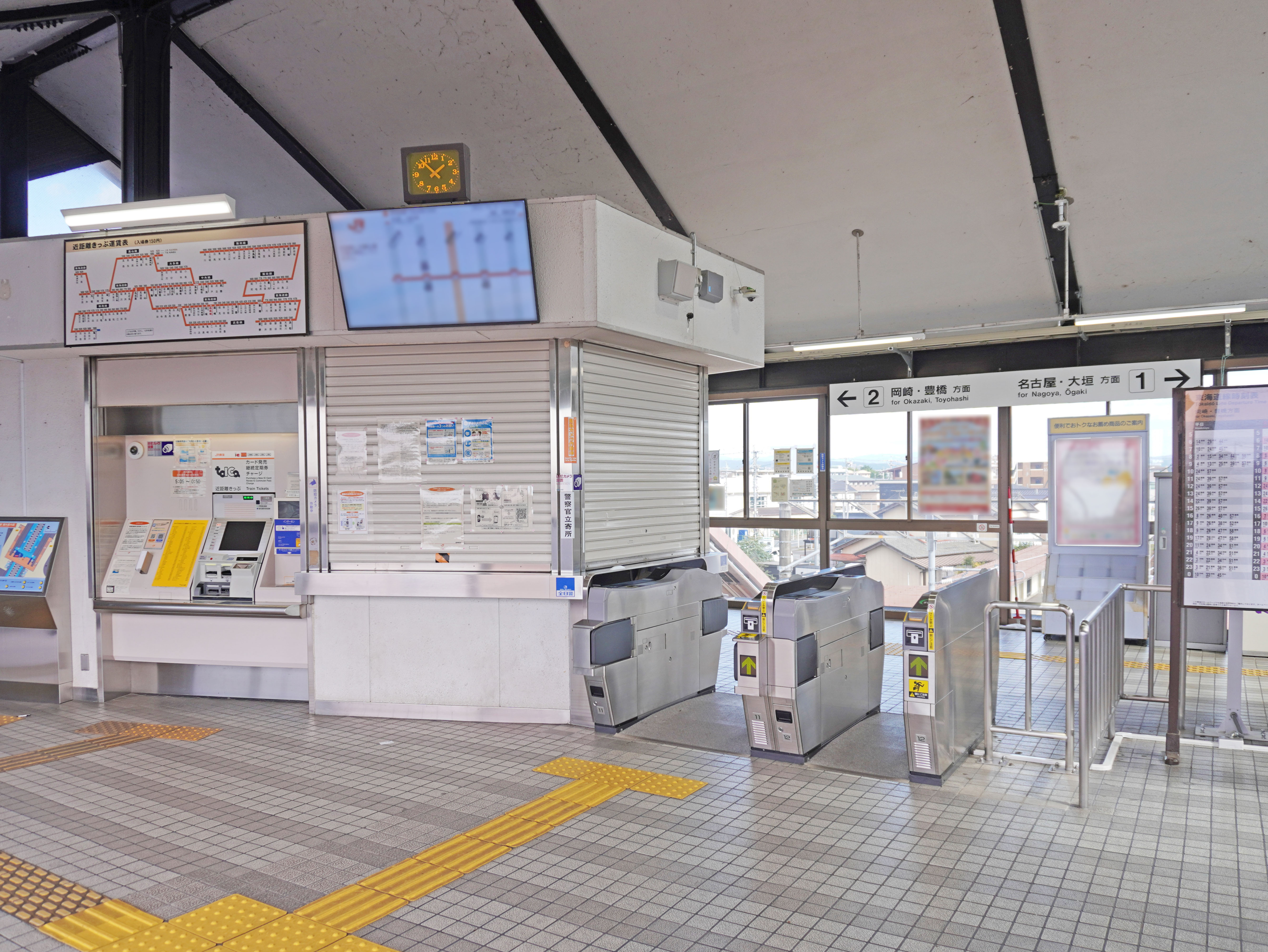
改札口（2022年10月）
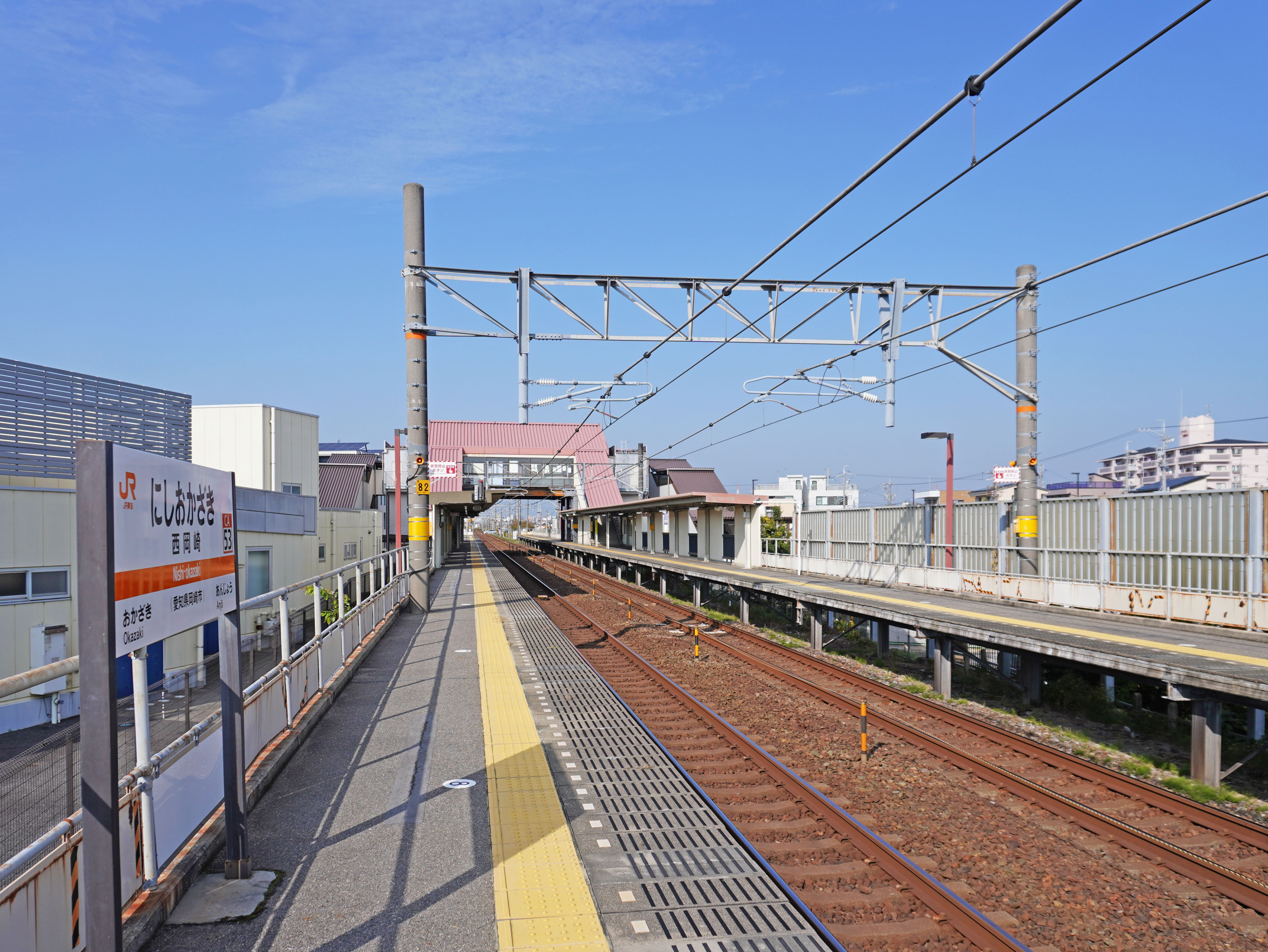
ホーム（2022年11月）
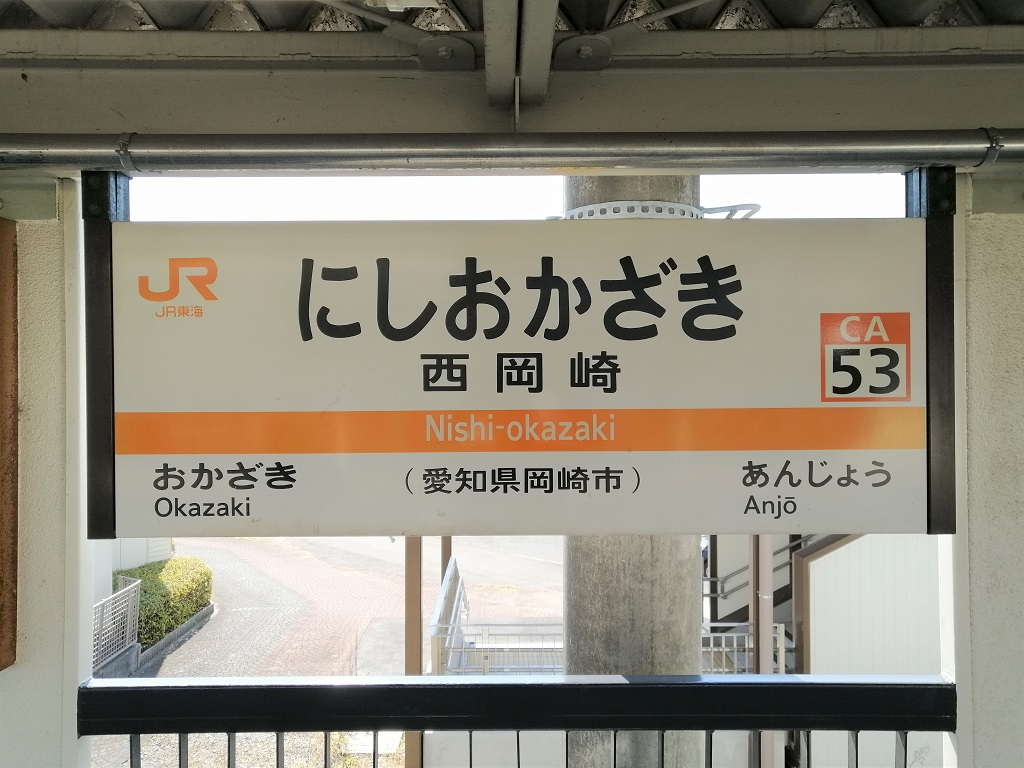
駅名標（2022年2月）

## 利用状況
「岡崎市統計書」によれば、1日平均の乗車人員は以下の通りであった。
| 年度   | 一日平均 乗車人員 |
| ------ | ----------------- |
| 2006年 | 1,617             |
| 2007年 | 1,666             |
| 2008年 | 1,687             |
| 2009年 | 1,721             |
| 2010年 | 1,735             |
| 2011年 | 1,717             |
| 2012年 | 1,742             |
| 2013年 | 1,774             |
| 2014年 | 1,838             |
| 2015年 | 1,895             |
| 2016年 | 1,927             |
| 2017年 | 1,983             |
| 2018年 | 1,954             |
| 2019年 | 1,898             |

## 駅周辺
開業当時南口を表玄関とする予定だったが、一部周辺住民の反対でロータリーが愛知県道26号岡崎環状線まで貫通せずロータリーが中途半端になったことや、駅北側地域の人口増加により、現在は北口が表玄関となっており、路線バスも北口に停留所を設けている。

### 主な施設
- 石工団地
- 岡崎大和郵便局
- 葵クリニック西岡崎
- 岡崎市立矢作南小学校
- 矢作南保育園
- 島坂保育園
- サンドラッグ岡崎大和店
- スギ薬局大和店
- フェルナ 大和店
- フィール岡崎大和店
- 岡崎警察署大和交番
- 栄屋乳業 本社工場
- 愛知県道44号岡崎西尾線（桜井道・岡崎街道）

### バス路線
名鉄バスの2路線が駅前に乗り入れる。2022年（令和4年）4月1日のダイヤ改正で大幅に増便された。
- 32系統：岡崎・坂戸線
- 78・79系統：矢作循環線

※ 経路などは名鉄バス岡崎営業所の所管路線を参照のこと。

## 隣の駅
東海旅客鉄道（JR東海）
CA 東海道本線
■特別快速・■新快速・■快速・■区間快速
通過
■普通
岡崎駅 (CA52) - 西岡崎駅 (CA53) - 安城駅 (CA54)